# Narcizem
Narcizem je psihološki termin, uporabljen za opisovanje povečane pomembnosti samega sebe, povečane nuje za spoštovanje in pomanjkanje empatije pri osebah.
Narcizem je izraženost lastnosti na spektru, ki poteka od normalnega do neobičajnega. Ker je določena stopnja narcizma prisotna pri zdravih ljudeh, ima normativna oseba na kontinuumu sredinski dosežek, osebam z višjimi dosežki pa lahko tudi pripišemo mentalne bolezni, kot je narcistična osebnostna motnja. Zaradi zapletenosti predlogov glede misli, čustev in vedenja narcisoidnih posameznikov med strokovnjaki še danes obstaja spor o natančni opredelitvi termina narcizma.

## Izvor koncepta
Termin narcizem izhaja iz grške mitologije, kjer je omenjen lik Narcis. Najbolje ga je opisal pesnik Ovid v svojem delu Metamorfoze, kjer Narcisa predstavi kot prelepega mladega moškega, v katerega se zaljubijo vsi, tako ženske kot moški. Vanj se je zaljubila tudi nimfa, imenovana Eho, katero pa je grdo zavrnil. Po spletu okoliščin je Narcis ležal ob vodi, v kateri je zagledal svoj odsev in se vanj oziroma vase zaljubil. Ker mu ni uspelo dobiti tega, kar si je želel, je Narcis umrl in zraven njegovega trupla je zrasla roža, ki jo danes poznamo kot narciso.

## Obravnave narcizma skozi čas
Skozi zgodovino lahko začetke narcizma opazimo že pri Starih Grkih, kjer je v mitologiji uporabljen izraz nadutost. V psihologiji so se z narcizmom začeli ukvarjati šele ob koncu 19. stoletja, ko ta izraz še ni bil uporabljen. Izraz podoben Narcisu (narcissus-like) je leta 1898 prvič uporabil angleški psiholog Havelock Ellis, v kontekstu prekomerne masturbacije, kjer oseba postane svoj seksualni objekt. Prvo psihoanalitsko obravnavo narcizma je leta 1911 objavil Otto Rank, v kateri je govoril o domišljavosti, prevzetnosti in pretiranem samospoštovanju.
Kmalu, leta 1914, je Sigmund Freud izdal obširno obravnavo narcizma v svojem eseju imenovanem Narcizem: Predstavitev. V tem je predstavil narcizem kot zdrav fenomen v mladih otrocih in kasneje kot izprijenost, ko posameznik svoje telo uporabi kot seksualni objekt. Opisal je fazo primarnega narcizma, v katerem otrok svoje telo postavi na prvo mesto. Dodal je tudi, da frustracije in izgube lahko vodijo do druge faze ali sekundarnega narcizma, v kateri se posameznik umakne od ljubezni do objektov in preide na ljubezen do sebe, kar je možno šele po tem, ko oseba razvije sposobnost ljubiti druge. Freudova teorija o narcizmu je vplivala na mnoge nadaljnje teorije o narcizmu.
Karen Horney je opisala teorijo samoinflacije, v smislu, da ima posameznik o sebi večje in boljše predstave, kot v resnici obstajajo. Posameznik se tako neutemeljeno občuduje. Narcizem je tudi opredelila kot spekter, ki sega od zdrave samopodobe do patološkega stanja.
Freudovo teorijo sta vsak po svoje poskušala nadaljnje razložiti Otto Kernberg in Heinz Kohut. Kernberg je narcizem opisal kot posledico starševske zavrnitve ali zapustitve otroka. Otrok zaradi hladnih staršev verjame, da lahko zaupa zgolj samemu sebi in posledično tudi ljubi le sebe. Kohut narcizem predstavi kot razvojno teorijo ''jaza'', kjer se lahko patološki narcizem razvije kot napaka v idealizaciji staršev zaradi zavrnitve ali njihovega nezanimanja. Po Kohutu narcizem postane patološki šele takrat, ko je normalen razvoj onemogočen.
Kernberg in Kohut sta začela govoriti o dveh vrstah narcizma. Poimenovala sta odkriti narcizem in prikriti narcizem. Ko je narcizem odkrit, narcisistična grandioznost vodi do neposrednega izražanja ekshibicionizma, samopomembnosti in preokupacije s prejemanjem pozornosti in občudovanja drugih. Prikriti narcizem pa se izraža kot večinoma nezavedni občutki veličine in odkrito izkazovanje pomanjkanja samozavesti in pobude, nejasni občutki depresije in odsotnost veselja do dela.
Temo je leta 1985 komentiral tudi Slavoj Žižek v svojem delu ''Patološki narcis" kot družbeno-nujna forma subjektivnosti, kjer je narcisa opredelil kot osebo, ki se ima v svoji notranjosti za izjemo ter je nezmožen pravega žalovanja in ima strah pred kakršnimkoli neuspehom.
Prvi, ki je narcizem razdelil empirično, pa je bil Paul Wink. Leta 1991 je s študijo na kalifornijski Univerzi Berkeley podprl pretekle ugotovitve Kernberga in Kohuta, da se narcizem deli na odkritega in prikritega, le da je Wink različni vrsti označil kot grandioznost-ekshibicionizem ter ranljivost-občutljivost.  Winkova delitev je bila v stroki dobro sprejeta in je v uporabi še danes.

## Značilnosti

### Normalna izraženost
Narcizem je osebnostna lastnost, ki jo lahko opišemo na kontinuumu. Narcizem je lahko motivacijsko stanje, v katerem je posameznik orientiran nase, lahko je normalna faza psihološkega razvoja in lahko je konfiguracija osebnostnih lastnosti, v najhujšem primeru pa preide v osebnostno motnjo. Strokovnjaki so narcizem definirali s sedmimi sestavnimi deli: avtonomnost, občutek upravičenosti, ekskibicionizem, izkoriščanje, samozadostnost, superiornost in prevzetnost.
Osebe na začetnih in normativnih delih spektra teh lastnosti nimajo pretirano izraženih. Za osebe, ki niso narcisi, je značilna izraženost empatije, hvaležnosti, všečnosti in prijetnosti. Če pa osebe izražajo pomanjkanje teh lastnosti in prisotnost vseh ali nekaterih izmed sedmih sestavnih delov narcizma, jih označimo kot normalne narcise.
Za normalne narcise je značilno, da imajo povečano samozavest, kar je do določene mere za ljudi zdravo. Strokovnjaki pravijo, da je samozavest moderator med narcizmom in psihološkim zdravjem.

### Višja izraženost
Višji narcizem pa spremljajo občutki veličastnosti, iskanje pozornosti in pomanjkanje empatije. Močna izraženost takih značilnosti se lahko kaže v slabi funkcionalnosti na področjih medosebnih odnosov ali dela, kar lahko prerase tudi v škodljive mere. Visoki narcisi se tako občudujejo, da lahko spregledajo škodovanje drugim. Ko se primerjajo z drugimi ljudmi tudi pogosteje sebe označijo kot boljše in pametnejše ter so v skladu s tem do drugih zadirčni. Oliver P. John in Richard W. Robins sta leta 1994 v študiji preučevala visoke narcise med skupinskim delom. Narcisi so svoje delo v skupini označili kot zelo pomembno, ostali člani skupine pa so njihovo delo označil z manjšo pomembnostjo. John in Robins sta narcisom zanalašč dala slabo recenzijo, na kar so se narcisi odzvali tako, da so osebo, ki jih je vrednotila, označili kot nekompetentno in nesimpatično.

### Patološka izraženost
Na koncu spektra se nahaja patološki narcizem in osebnostna motnja, ki jo imenujemo narcistična osebnostna motnja. Posamezniki s tako motnjo se počutijo vsemogočne, lahko se jim celo razvije kompleks boga. Njihovi občutki grandioznosti oziroma veličastnosti so povečani in to vzdržujejo tako, da svojo veličastnost nenehno hranijo s tem, da se delajo več vredne od drugih, druge razvrednotijo, želijo popolnost v vseh stvareh in obtožujejo druge, če takšni niso.
Kljub sebičnosti in grandioznosti pa so ljudje z narcistično osebnostno motnjo lahko zmožni opravljati delo, pogosto zelo uspešno. Probleme imajo s pomanjkanjem čustvene navezanosti na druge, zato lahko bolj manipulirajo svoje sodelavce ali ljudi na splošno in s tem dosežejo več kot bi drugače. Z manipulacijo pa pride tudi do gospodovalnosti in vsiljivosti, kar kaže na pomanjkanje socialnega sklepanja.

## Vrste narcizma
Narcizem je koncept, ki se razlikuje med posamezniki. Nanaša se tudi na proces samouravnavanja, kar je v glavnem povezano z uravnavanjem samozavesti. Če nekaj škodi narcisovi samozavesti, po navadi išče rešitve pri drugih ljudeh z iskanjem validacije in s potrebo po pozornosti. 
V naravi je narcizem nepretrgan in ga lahko razdelimo na več dimenzij.

### Dvofaktorski model narcizma
Po dvofaktorskem modelu narcizem razdelimo na grandiozni narcizem in ranljivi narcizem. Obe vrsti se lahko razlikujeta po moči in izpostavljenosti, za obe pa je značilno, da oseba potrebuje pozornost drugih ljudi ter da oblikujeta funkcionalno vlogo v osebnosti narcisa. Patološki narcis naj bi namreč imel lastnosti tako grandioznosti kakor ranljivosti.

#### Grandiozni narcizem
Za grandiozni narcizem so značilne lastnosti, ki v posamezniku spodbudijo občutke veličastnosti in večvrednosti. Za grandiozne narcise lahko pričakujemo, da bodo ekstravertirani ter da bodo imeli velike občutke tako avtonomnosti kot tudi kompetentnosti. Imeli bodo: 
- drzen in oster pristop k zadevi
- visoko izraženo samozadovoljnost in dominanten pristop

Nekatere raziskave so grandioznost pokazale kot zaželeno lastnost v trenutnem svetu, ki postaja vse bolj tekmovalen.

#### Ranljivi narcizem
Ranljivi narcizem je nasproten grandioznemu. Značilnosti ranljivega narcizma so nižja kompetentnost ter avtonomnost ter tudi nižji občutek pripadnosti. Posamezniku je samopodoba zelo pomembna, vendar ima do sebe slabši odnos kot pri grandioznem narcizmu, zato je tudi bolj introvertiran. Med značilnosti uvrščamo:
- izogibanje ter odzivanje na situacije,
- občutja nezmožnosti, obrambno obnašanje, zamera,
- odziv na grožnje in nenaklonjenost ali odpor.[3][14]

### Petfaktorski model narcizma
Nedavni petfaktorski model narcizma vključuje tri nižje ravni narcizma, ki se sestavijo v grandiozni in ranljivi narcizem. Te ravni so avtonomna raven, antagonistična raven ter nevrotska raven narcizma. 
- Za avtonomno raven je značilna stabilizacija jaza z uporabo medosebnih strategij. Avtonomnost povezujemo s svobodnostjo, zato se bo posameznik počutil bolj sproščeno pri iskanju pozornosti in dominantnih potezah.
- Antagonistični narcizem zajema obrambno obnašanje, kot sta jeza in agresija. Antagonizem povezujemo z manipulacijo, zato lahko pričakujemo, da bo posameznik razvrednotil druge osebe in njihova dejanja.
- Za nevrotski narcizem so značilne poteze nevroze, kot je anksioznost. Posameznik bo občutil več manjvrednosti in bo imel večjo potrebo po samopotrjevanju.[14]

Grandiozni narcizem je sestavljen iz avtonomnega narcizma in antagonističnega narcizma, ranljivi narcizem pa je sestavljen iz nevrotskega narcizma in antagonističnega narcizma. 

## Epidemija narcizma
V zadnjih desetletjih je lahko v zahodni družbi opazna porast v izraženosti narcizma. Opazna je večja uporaba edninskih zaimkov kot v preteklosti in besedila popularnih pesmi ter televizijske serije imajo vse več poudarka na posameznikih kot na pomembnosti družbe. Od leta 1963 do leta 1992 se je pri mladostnikih uporaba stavka ''Sem pomembna oseba.'' zvišala za skoraj 70 %. 
Velik vpliv na to ima kulturno okolje, ki se spreminja in oblikuje v vse bolj individualno kar se sklada z lastnostmi narcizma. Združene države Amerike imajo več individualnih vrednost kot azijske države, v skladu s tem pa imajo posamezniki iz ZDA v povprečju višje rezultate na lestvici grandioznega narcizma kot posamezniki iz azijskih držav. Poleg tega imajo posamezniki iz azijskih držav tudi nižjo samozavest kot posamezniki iz ZDA. 
Pri takih raziskavah je pogosto faktor pristranskost, saj na rezultate lahko vplivajo kulturne razlike, jezikovne razlike, napačno vzorčenje itd. Vater, Moritz in Roetke so zaradi tega izbrali zgodovinsko značilna vzorca, ki delita vzhodno in zahodno kulturo. To sta vzhodni in zahodni del Nemčije, ki sta bila med časom hladne vojne razločena in je med njima prišlo do velikih kulturnih razlik, čeprav sta dandanes pod isto državo. Raziskovalci so prišli do ugotovitev, da je pri udeležencih študije iz zahodne Nemčije prišlo do statistično značilno višjih rezultatov grandioznega narcizma kot pri udeležencih iz vzhodne Nemčije. Po drugi strani so udeleženci iz vzhodne Nemčije imeli višjo izmerjeno samozavest. Študija zaključuje, da je med zahodno in vzhodno družbo res razlika v pogostosti oziroma izraženosti narcizma in da bi epidemija narcizma zares lahko obstajala.